# Hofmeister (incarico)
L' Hofmeister (detto anche maestro di corte o maestro delle cerimonie imperiali) era l'ufficiale amministrativo incaricato alla corte imperiale di supervisionare le cerimonie.
I compiti dell'Hofmeister, inizialmente meramente cerimoniali e relegati al servizio di tavola dell'imperatore, divennero dalla fine del Cinquecento sempre più influenti dal momento che la sua figura venne inclusa nel consiglio privato dell'imperatore, sino a divenirne di diritto presidente. Tale organo divenne col tempo il principale elemento di direzione della politica estera dell'impero, influenzando quindi anche quella interna. Ebbe anche competenze in ambito giudiziario, col compito di risolvere le controversie legali insorte tra i cortigiani.
La carica era prevista, separatamente, anche per l'imperatrice consorte, come pure per i ducati delle terre ereditarie degli Asburgo, motivo per cui l'incaricato di questo titolo alla corte di Vienna era normalmente indicato come Oberhofmeister (supremo maestro di corte imperiale).
La carica era presente anche nel Regno di Boemia e dei territori ereditari della corona asburgica.

## Elenco degliOberhofmeisterdell'imperatore del Sacro Romano Impero
- 1527–1537–1539: Wilhelm von Roggendorf
- 1539–1545 Leonard von Gallas

1545-1546: ufficio vacante. L'incarico venne probabilmente assunto dall'Hofmaschall Johann III von Trautson (circa 1507 – 29 dicembre 1589 Praga)
- 1558–1564 Johann III von Trautson (intorno al 1507 – 29 dicembre 1589 Praga) – 1ª volta
- 1564-1567 Leonhard von Harrach
- 1567–1575 Johann III von Trautson (intorno al 1507 – 29 dicembre 1589 Praga) – 2ª volta
- 1575-1587 Adam von Dietrichstein (9.10.1527 Hradec – 5.1.1590 Mikulov)
- 1587–1593 Wolfgang Rumpf von Wielross, amministratore dell'ufficio del Maestro della Corte Suprema
- 1593–1600 (28.9.) Wolfgang Rumpf Wuelrossu (Wielrossu)
- 1600 Carlo I del Liechtenstein (30 luglio 1569 Valtice – 12 febbraio 1627 Praga) – 1ª volta
- 1600–1606 Friedrich III von Fürstenberg
  -     - 1606 Carlo I del Liechtenstein, vice Hofmeister
- 1606–1607 Carlo I del Liechtenstein (30 luglio 1569 Valtice – 12 febbraio 1627 Praga) – 2ª volta
- 1607–1608 Franz Seraph von Dietrichstein (22 agosto 1570 Madrid – 19 settembre 1636 Brno), amministratore dell'ufficio del Maestro della Corte Suprema
  - 1607–1608 Arnošt von Mollart, Hofmarschall, vice Hofmeister
- 1608-1609 Jakob Adam von Attems
- 1609–1612 Georg Ludwig von Leuchtenberg
- 1612–1613 Leonard Helfried von Meggau (1577 Kreuzen – 23/04/1644 Castello di Greinburg) – 1ª volta
- 1612-1617 Friedrich von Fürstenberg
- 1617–1619 Leonard Helfried von Meggau (1577 Kreuzen – 23.4.1644 Castello di Greinburg) – 2ª volta
- 1619–1621 Giovanni Ulrico di Eggenberg (1568 Hradec - 18 ottobre 1634)
- 1621–1622 Leonard Helfried von Meggau (1577 Kreuzen – 23/04/1644 Castello di Greinburg) - 3ª volta
- 1622–1624 Wolfgang Sigmund von Losenstein, Hofmarschall
- 1624-1626 Gundakar del Liechtenstein (30.1.1580 castello di Lednice – 5.8.1658 castello di Wilfersdorf)
- 1626-1637 Leonard Helfried von Meggau (1577 Kreuzen – 23.4.1644 Castello Greinburg) – 4ª volta
- 1637-1650 Maximilian von Trauttmansdorff (23 maggio 1584 Graz - 8 giugno 1650 Vienna)
- 1650–1655 Maximilian von Dietrichstein (27 giugno 1596 Mikulov - 5 novembre 1655 Mikulov)
- 1655–1657 Johann Weikhard von Auersperg (11.3.1615 Castello di Seisenberg – 11.11.1677 Lubiana)
- 1657-1665 Johann Ferdinand von Porcia (1605 Venezia – 19 febbraio 1665 Vienna)
- 1665-1674 Wenzel Eusebius von Lobkowicz (20.1.1609 – 22.4.1677 Roudnice nad Labem)
- 1675-1682 Johann Maximilian von Lamberg (23/28/11/1608 Brno – 12/15/12/1682 Vienna)
- 1683 Albrecht von Sinzendorf (1619–1683)
- 1683-1698 Ferdinand Joseph von Dietrichstein (25/09/1636 – 28/11/1698 Vienna)
- 1699-1705 Ferdinand Bonaventura I von Harrach (14.7.1636 – 15.6.1706 Karlovy Vary)
- 1705-1709 Karl Theodor Otto von Salm (7.7.1645 Anholt – 10.11.1710 Aquisgrana)
- 1709-1711 Johann Leopold von Trautson (2.5.1659 – 18.10.1724) – 1ª volta
- 1711-1721 Antonio Floriano del Liechtenstein (28/5/1656 Castello di Wilfersdorf – 11/10/1721 Vienna)
- 1721-1724 Johann Leopold von Trautson (2.5.1659 – 18.10.1724) – 2ª volta
- 1724-1747 Sigmund Rudolf von Sinzendorf und Thannhausen
- 1747-1751 Joseph Lothar von Königsegg-Rothenfels (17.5.1673 Vienna – 8.12.1751 Vienna)
- 1753–1769 Anton Corfitz Ulfeldt (15/06/1699 - 31/12/1769 Vienna)
- 1769-1776 Johann Joseph von Khevenhüller-Metsch (3/7/1706 Vienna - 18/4/1776 Vienna)
- 1776–1782 Giuseppe I di Schwarzenberg (Vienna 25.12.1722 – Vienna 17.2.1782)
- 1783–1807 Georg Adam von Starhemberg (10.8.1724 Londra – 19.4.1807 Vienna)
- 1807–1827 Ferdinand von Trauttmansdorff-Weinsberg (2 gennaio 1749 Vienna - 28 agosto 1827)
- 1828–1834 Johann Rudolph Czernin von und zu Chudenitz (Vienna 09/06/1757 – Vienna 23/04/1845)
- 1835–1843 Rudolph Joseph von Colloredo-Mannsfeld (1772–1843)

1844–1848 carica vacante
- 1848–1849 Karl Ludwig Grünne (25/08/1808 Vienna – 15/06/1884 Baden)
- 1849–1865 Carlo Francesco del Liechtenstein (23 ottobre 1790-7 aprile 1865)
- 1866–1896 Costantino di Hohenlohe-Schillingfürst (8 settembre 1828 Wildeck, Assia - 14 febbraio 1896 Vienna)
- 1896–1908 Rodolfo di Liechtenstein-Nikolsburg (18.4.1838 Vienna – 15.12.1908 Moravský Krumlov)
- 1909-1917 Alfred von Montenuovo (16 settembre 1854 Vienna - 6 settembre 1927 Vienna)
- 1917–1918 Corrado di Hohenlohe-Waldenburg-Schillingsfürst (16/12/1863 Vienna – 21/12/1918 Kammern im Liesingtal, Stiria)
- 1918 Leopold Berchtold (18/4/1863 Vienna – 21/11/1942 Peresznye, presso Sopron)

### Elenco degliOberhofmeisterdell'imperatrice del Sacro Romano Impero, e poi dell'imperatrice d'Austria
- Eleonora Gonzaga (1598–1655), seconda moglie di Ferdinando II, imperatrice 1622–1637
  - 1622–1636 Massimiliano di Dietrichstein (27.6.1596 Mikulov - 6.11.1655 Mikulov)
- Maria Leopoldina d'Asburgo-Tirolo (1632–1649), seconda moglie di Ferdinando III, imperatrice 1648–1649
  - 1648–1649 Massimiliano di Dietrichstein (27/6/1596 Mikulov - 6/11/1655 Mikulov)
- Eleonora Maddalena Gonzaga (1630–1686), terza moglie di Ferdinando III, imperatrice 1651–1657, poi imperatrice vedova
  - 1651–1652 Johann Maximilian von Lamberg
  - 1652–1655 Marquard von Fugger-Babenhausen
  - 1656–1662 Federico A. Cavriani
  - 1662–1668 Annibale Gonzaga
  - 1668–1670 Bartolomeo Marradas
  - 1670–1678 Albrecht von Sinzendorf
  - 1678–1685 Karl Ferdinand von Wallenstein (1634 – 9 aprile 1702 Vienna)
  - 1685-1686 Sigmund Helfried von Dietrichstein-Hollenburg
- Margherita d'Asburgo (1651–1673), prima moglie di Leopoldo I, imperatrice 1666–1673
  - 1666–1673 Ferdinand Joseph von Dietrichstein (25.9.1636 – 28.11.1698 Vienna)
- Claudia Felicitas d'Asburgo-Tirolo (1653–1676), seconda moglie di Leopoldo I, imperatrice 1673–1676
  - 1673 – ? Ferdinand Joseph von Dietrichstein (25 settembre 1636 – 28 novembre 1698 Vienna)
- Eleonora Maddalena del Palatinato-Neuburg (1655–1720), terza moglie di Leopoldo I, imperatrice 1676–1705, poi imperatrice vedova
  - 1685-1690 Karl Ferdinand von Wallenstein (1634 – 9 aprile 1702 Vienna)
  - 1690–1692 Heinrich Franz von Mansfeld (1640 - 1715)
  - 1692-1703 Ferdinando Guglielmo Eusebio di Schwarzenberg (23 maggio 1652 Bruxelles - 26 ottobre 1703 Vienna)
  - 1704–1711 Karl Maximilian von Thurn-Valsassina (15 ottobre 1643-8 giugno 1716)
  - 1711-1720 Maximilian Quido de Martinica (16 marzo 1664 Praga - 30 giugno 1733 Vienna)
- Guglielmina Amalia di Brunswick-Lüneburg (1673–1742), moglie di Giuseppe I d'Asburgo, imperatrice 1705–1711, poi imperatrice vedova
  - 1699–1708 Ferdinand August von Lobkowicz (Neustadt 7 settembre 1655 – Vienna 3 ottobre 1715)
  - 1708–1709 Karl Ernst von Waldstein (4 maggio 1661 Dobrovice / Vienna ? - 7 gennaio 1713 Vienna)
  - 1709–? Joseph Ignaz von Paar (31.5.1660 – 22.12.1735)
  - 1735–1742 Emanuele del Liechtenstein (1700–1771)
- Elisabetta Cristina di Brunswick-Wolfenbüttel (1691–1750), moglie di Carlo VI, imperatrice 1711–1740, poi imperatrice vedova
  - 1713–1730 Conte di Cortona
  - 1730–1734 Philipp Hyazint von Lobkowicz (25/02/1680 Altstadt – 21/12/1734 Vienna)
  - 1734-1736 Joseph Lothar von Königsegg-Rothenfels (17 maggio 1673 Vienna - 8 dicembre 1751 Vienna)
  - 1736-1738 Giulio Visconti Borromeo Arese
  - 1738–? Joseph Lothar von Königsegg-Rothenfels (17 maggio 1673 Vienna - 8 dicembre 1751 Vienna)
- Maria Teresa (1717–1780), moglie di Francesco I di Lorena, imperatrice 1745–1765
  - 1741–1742 Ferdinand Leopold von Herberstein
  - 1742–1745 Franz von Starhemberg
  - 1745–? Leopold von Trautson
  - 1765–1780 Franz Philip von Sternberg (21 agosto 1708 Praga - 9 gennaio 1786 Vienna)
- Maria Luisa di Spagna (1745–1792), moglie di Leopoldo II, Imperatrice 1790–1792
  - 1790–1792 Anton von Thurn-Valsassina (19 settembre 1723-25 gennaio 1806 Holešov)
- Maria Teresa di Borbone-Due Sicilie (1772–1807), seconda moglie di Francesco II, Imperatrice 1792–1807
  - 1790–1807 Anton Gotthard von Schaffgotsch (16.4.1721 Breslavia – 28.1.1811 Vienna)
- Maria Ludovica d'Austria-Este (1787–1816), terza moglie di Francesco II, Imperatrice 1808–1816
  - 1807–1816 Michael Franz Anton von Althann
- Carolina Augusta di Baviera (1792–1873), quarta moglie di Francesco I, imperatrice 1816–1835, poi imperatrice vedova
  - 1816–? Gundakar Heinrich von Wurmbrand-Stuppach

...
- - 1843–1860 August von Bellegarde (29 ottobre 1795 Linz - 21 giugno 1873 Vienna)
- Elisabetta di Baviera (1837–1898), moglie di Francesco Giuseppe I, imperatrice 1854–1898
  - 1854 Joseph Franz Karl von Lobkowicz (17. 2. 1803 Vienna – 18. 3. 1875 Praga)
  - 1854–1857 Friedrich Hannibal von Thurn und Taxis (4 settembre 1799 Praga – 17 gennaio 1857 Venezia)

...
- - 1868–1894 Ferenc Nopcsa (15/03/1815 Felsőfarkadin – 24/06/1904 Săcele)
  - 1894–1898 Franz Alexander von Bellegarde (18/6/1833 Vienna – 1/1/1912 Monaco)
- Zita di Borbone-Parma (1892–1989), moglie di Carlo I, Imperatrice 1916–1918
  - ?–? (sicuramente 1918) Alexandr Esterházy von Galanta

### Hofmeisterdegli eredi al trono
- 1896-1914 con l'arciduca Francesco Ferdinando d'Este
  - 1896 Franz Anton von Thun-Hohenstein
  - 1896–1899 Otto von Abensperg und Traun
  - 1899–1902 Albert von Nostic-Rieneck
  - 1902-1914 Karl Rumerskirch
- con il futuro imperatore Carlo I.
  - 1915-1916 Leopoldo II Berchtold zu Uherčice (18/04/1863 Vienna – 21/11/1942 Peresznye u Soproně)

### Hofmeisterdelle mogli degli eredi al trono
- Stefania del Belgio (1864-1945), moglie di Rodolfo d'Asburgo-Lorena, principessa ereditaria 1881-1889
  - 1889–1894 Franz Alexandr Bellegarde (18/6/1833 Vienna – 1/1/1912 Monaco)
  - 1894–1897 Leopold Gudenus (15.9.1843 Mühlbach – 1.10.1913 Ulrichskirchen)

## Hofmeisterdel Regno di Boemia
- 1401–1409 Mikuláš Kozíhalva
- 1414 Mikeš Divoký da Jemnisť
- 1458–1461 Petr Kdulinec zu Ostromíř
- 1463–1467 Slavata von Chlum zu Košumberek
- (?) Mikuláš Hořický di Hořice
- 1472–1493 Jan di Roupov
- 1496–1502 Alberto II Libštejnský zu Kolowrat (1463 – 25.5.1510)
- 1511 Jindřich Švihovský zu Rýzmberk
- 1516–1519 Břetislav Švihovský zu Rýzmberk na Rabí
- ? – 1523 Václav Bezdružický zu Kolowrat
- 1523–1547 Vilém Švihovský zu Rýzmberk
- 1526 Ondřej Trepka Pole
- 1587–1597 Jaroslav I Smiřický von Smiřice na Černý Kostelec (1513 – 18.11.1597)
- 1611–1618 Radslav il Vecchio Kinsky von Wchinitz und Tettau († 16 agosto 1619 Praga)
- 1619–1620 Diwisch Czernin von Chudenitz (1565-21 giugno 1621 Praga, giustiziato)
- 1624–1640 Sezima di Vrtba (1578-6 marzo 1648)
- 1646–1669 Johann Oktavian Kinsky von Wchinitz und Tettau (1604 – 4. 5. 1669 Praga)
- 1669 - 1699 (27/2) Franz Oldrich Kinsky von Wchinitz und Tettau (1634 Chlumec nad Cidlinou - 27/02/1699 Vienna)
- 1699 (30 aprile) - 1719 Wenzel Norbert Oktavian Kinsky von Wchinitz und Tettau (1642–1719)
- 1719 – 1741 ? Franz Ferdinand Kinsky von Wchinitz und Tettau (1 gennaio 1678 Praga - 12 o 13 settembre 1741 Praga)
- 1743 (19.4.) – 1749 (12.3.) Stephan Wilhelm Kinsky von Wchinitz und Tettau (26.12.1679 – 12.3.1749)
- 1749–1752 Franz Joseph Kinsky von Wchinitz und Tettau (1726–1752)
- 1752–1792 Franz de Paula Ulrich Kinsky von Wchinitz und Tettau (23 luglio 1726 Zlonice - 18 dicembre 1792 Praga)
  - (1791) Franz Ferdinand Kinsky von Wchinitz und Tettau - al tempo dell'incoronazione di Leopoldo II.
- 1792–1798 Joseph Kinsky von Wchinitz und Tettau (1751–1798)
- 1798-1812 Ferdinand Kinsky von Wchinitz und Tettau (1781-1812)
- 1812-1836 Rudolf Kinsky von Wchinitz und Tettau (1802-1836)
- 1836-? Octavián Kinský - al momento dell'ultima incoronazione come re ceco

## Hofmeisterdelle terre ereditarie della corona asburgica

### Alta Austria
- 1626–1644 Leonard Helfried zu Meggau (1577 Kreuzen - 23.4.1644 Greinburg)

...
- 1648–1672 David Ungnad von Weissenwolff (1604 – 6.3.1672 Linz) – titolo ereditario per la sua famiglia dal 1648 sino al 1848
- 1672-1702 Helmhard Christoph Ungnad von Weissenwolff (1634-1702)
- 1702-1715 Franz Anton Ungnad von Weissenwolff (1679-1715)
- 1715-1781 Ferdinand Bonaventura Ungnad von Weissenwolff (1693-1781)
- 1781-1784 Guidobald Ungnad von Weissenwolff (1723-1784)
- 1784-1848 Paul Hippolyt Ungnad von Weissenwolff (1780-1848)

### Bassa Austria
Dal 1775 la carica venne ricoperta in maniera ereditaria dalla famiglia Khevenhüller-Metsch.
- Paul Sixtus von Trautson (1550 circa – 30 luglio 1621)

...
- ?–1724 (28/10) Johann Leopold von Trautson (2/5/1659 Vienna – 28/10/1724 Sankt Pölten)
- 1724 (28.10.) – 1775 (3.10.) Johann Wilhelm von Trautson (5.1.1700 Vienna – 3.10.1775 Vienna)
- 1775–1776 Johann Joseph von Khevenhüller-Metsch (07/03/1706 Klagenfurt – Vienna 18/04/1776)
- 1776–1801 Johann Sigismund Friedrich von Khevenhüller-Metsch (23 maggio 1732 Vienna - 15 giugno 1801 Klagenfurt)
- 1801–1823 Karl Maria von Khevenhüller-Metsch (23 novembre 1756-2 giugno 1823 Vienna)
- 1823–1837 Franz Maria von Khevenhüller-Metsch (1762–1837)
- 1837–1877 Richard von Khevenhüller-Metsch (23/05/1813 Thalheim , Bassa Austria - 29/11/1877 Ladendorf , Bassa Austria)
- 1877–1905 Johann Karl von Khevenhüller-Metsch (19.12.1839 Ladendorf – 11.9.1905 Riegersburg)
- 1905-1918 Anton Sigmismund von Khevenhüller-Metsch (1873-1945)

### Stiria
La carica venne ricoperta dai membri della famiglia dei conti e principi di Trauttmansdorff sino al 1848.
- ?-1713 Johann Joseph von Trauttmansdorff (1676-1713)
- 1713-1786 Franz Norbert von Trauttmansdorff (1705-1786)
- 1786-1827 Franz Ferdinand von Trauttmansdorff (1749-1827)
- 1827-1834 Johann Nepomuk Josef Norbert von Trauttmansdorff (1780-1834)
- 1834-1848 Ferdinand II Joachim von Trauttmansdorff (1803-1859)

### Carinzia
La carica venne ricoperta dai membri della famiglia dei principi e conti Orsini-Rosenberg sino al 1848.
- ? - 1796 Vinzenz von Orsini-Rosenberg (27 dicembre 1722 Klagenfurt – 3 luglio 1794 Klagenfurt)
- 1796 - 1832 Franz Seraph von Rosenberg-Orsini (18 ottobre 1761 Graz - 4 agosto 1832 Vienna)
- 1832 - 1848 Ferdinand von Orsini-Rosenberg (7 settembre 1790 Graz - 18 giugno 1859)

### Carniola
Dal 1660 la carica venne ricoperta dai membri della famiglia dei conti Thurn und Valsassina.
- 1790–1866 Georg Anton von Thurn und Valsassina (3 gennaio 1788 Praga - 9 febbraio 1866 Vienna)
- 1866–1879 Georg Friedrich von Thurn und Valsassina (29 marzo 1834 Magonza - 2 giugno 1879 Bruxelles)
- 1879–1918 Vincenz von Thurn und Valsassina (22.3.1866 Bleiburg – 6.4.1928)

### Tirolo
Sino al 1848 la carica fu ricoperta dalla famiglia dei conti Trapp von Matsch.
- ?-1706 Johann Christoph Trapp von Matsch (1639-1706)
- 1706-1735 Franz Karl Trapp von Matsch (m. 1735)
- 1735-1762 Sebastian Trapp von Matsch (m. 1762)
- 1762-1790 Johann Nepomuk Trapp von Matsch (1745-1790)
- 1790-1797 Leopold Trapp von Matsch (1765-1797)
- 1797-1846 Johann Nepomuk Trapp von Matsch (1790-1846)
- 1846-1848 Oswald Trapp von Matsch (1828-1881)

### Gorizia e Gradisca
Sino al 1848 la carica fu ricoperta dalla famiglia dei principi di Porcia.
- ?-1665 Johann Ferdinand von Porcia, I principe di Porcia
- 1665-1667 Johann Karl von Porcia, II principe di Porcia
- 1667-1698 Johann Franz von Porcia, III principe di Porcia
- 1698-1709 Hyeronimus Askanius von Porcia, IV principe di Porcia
- 1709-1737 Hannibal Alphons von Porcia, V principe di Porcia
- 1737-1750 Anton Eusebius von Porcia, VI principe di Porcia
- 1737-1776 Alphons Gabriel von Porcia, VII principe di Porcia, fratello del precedente
- 1776-1785 Joseph Johann von Porcia, VIII principe di Porcia
- 1785-1827 Franz Seraph von Porcia, IX principe di Porcia
- 1827-1835 Alphons Gabriel von Porcia, X principe di Porcia
- 1835-1848 Alphons Seraph von Porcia, XI principe di Porcia